# 马德里王宫
马德里王宫（西班牙語：Palacio Real de Madrid）是西班牙君主的正式官邸，位於西班牙首都馬德里，目前僅用於國家典禮。馬德里王宮面積約135,000平方（1,450,000平方英尺），有3,418個房間，是歐洲最大的王室宮殿。
大眾可在國家典禮以外的時間自由參訪馬德里王宮。由於宮殿規模龐大，遊客一次只能參訪部分房間，且參訪路線每隔數月就會改變。馬德里王宮的入場費約13歐元，特定時候免費開放。王宮是西班牙文化財產，由首相部下轄的國家遺產局負責管理。馬德里王宮位於馬德里市中心西側的拜倫街（西班牙語：Calle de Bailén），位於曼薩納雷斯河東岸，鄰近馬德里地鐵歌劇院站。西班牙國王菲利普六世及其他王室成員並不住在馬德里王宮，而是住在馬德里郊外、規模較小的薩蘇埃拉宮。

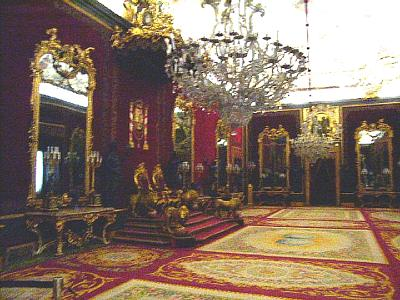
宝座大厅

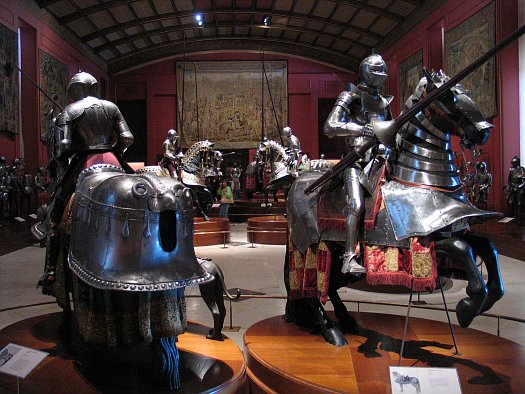
皇家兵器馆

### 書目
- Sancho, J.L. . Madrid: Patrimonio Nacional（英语：Patrimonio Nacional）. 2014. ISBN 9788471202949.
- Viso, E.E. . Madrid: Patrimonio Nacional. 2014  [2022-11-14]. ISBN 9782758005896. （原始内容存档于2022-11-14）.

## 外部連結
- Official web page (in English)

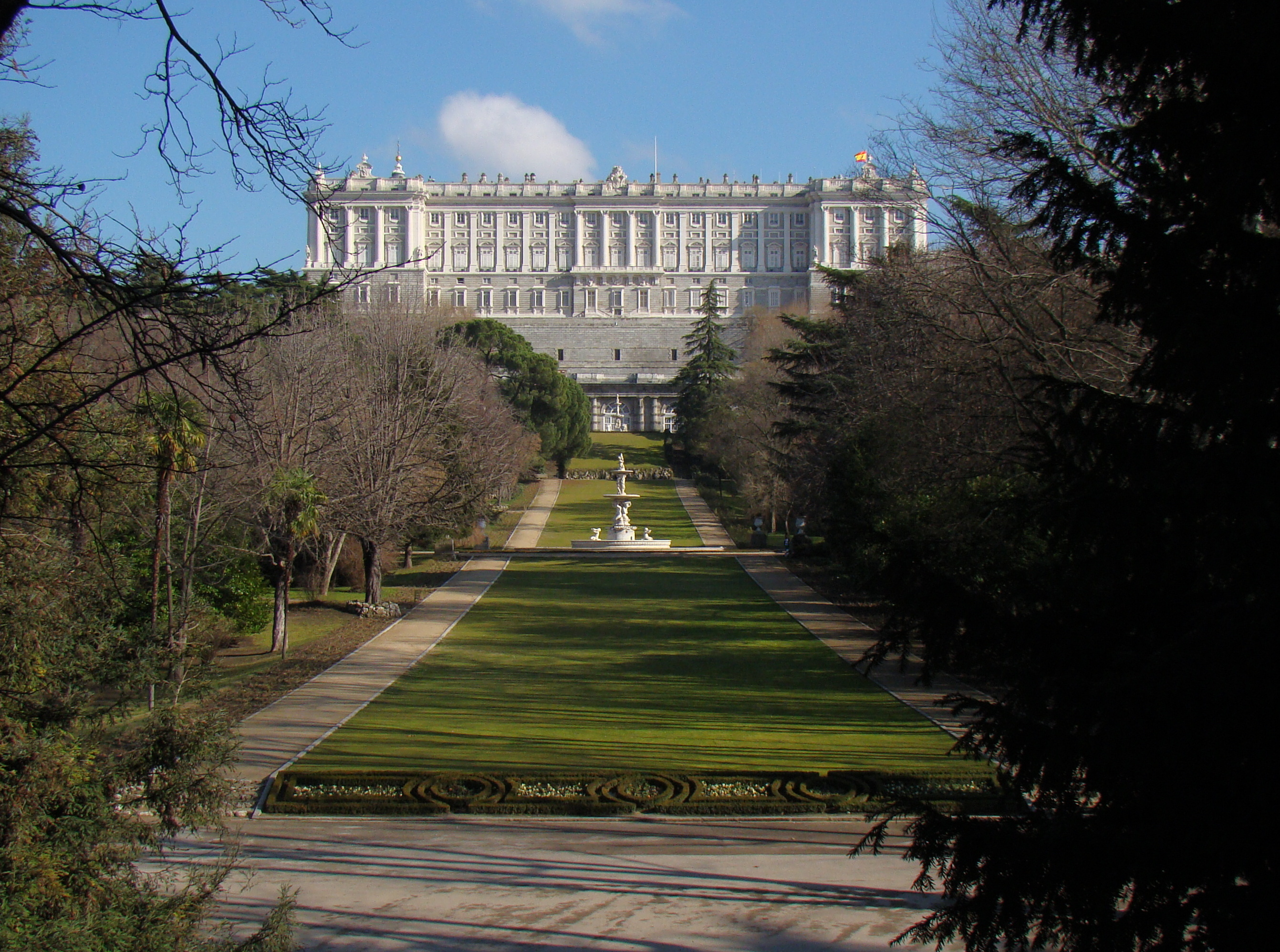
从摩尔人花园看王宫西立面

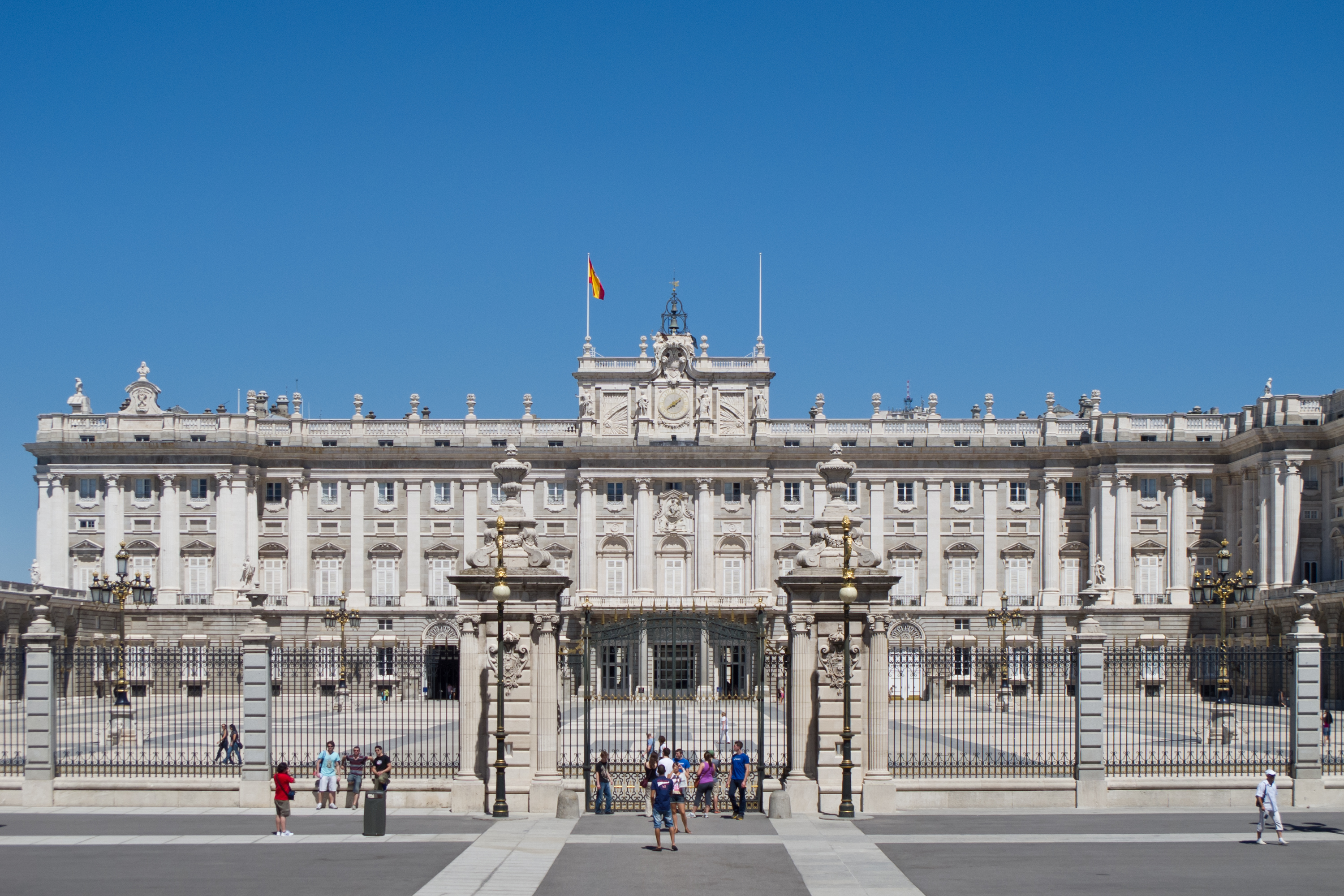
从兵器广场看王宫南立面

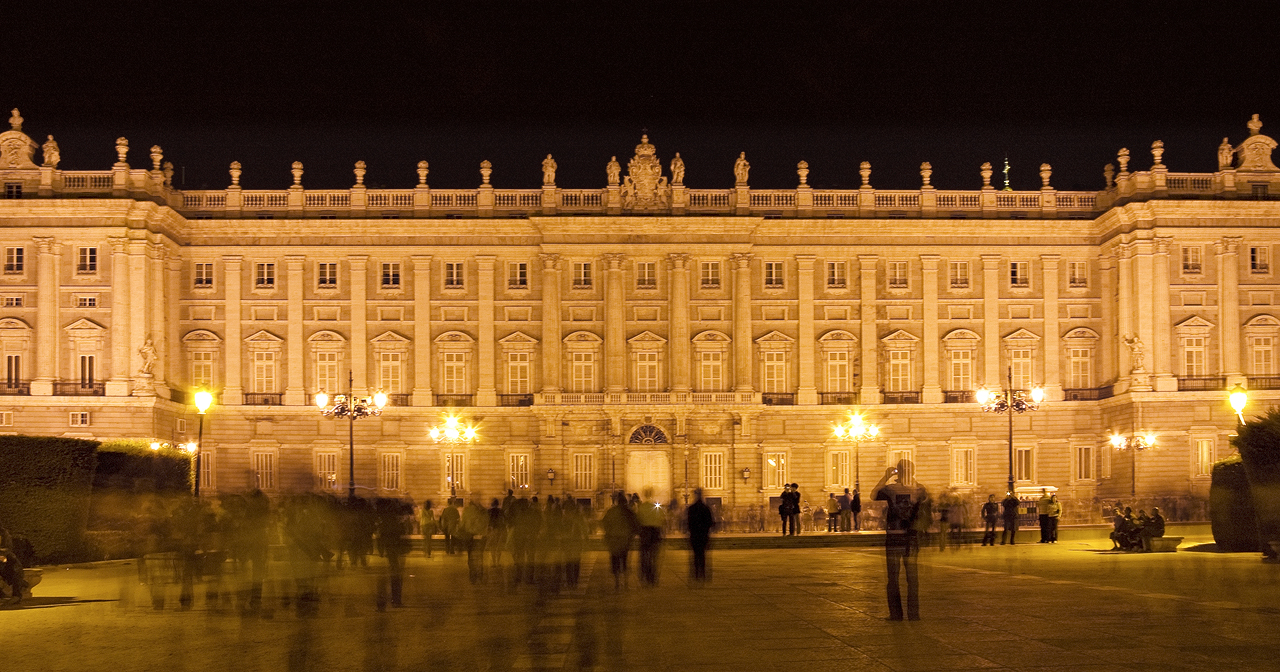
从东方广场看王宫东立面

- Palacio Real (Cyberspain) （页面存档备份，存于）
- Palacio Real de Madrid — pictures （页面存档备份，存于）
- Royal Palace on Google Maps （页面存档备份，存于）
- Royal Palace Description and pictures （西班牙文）
- Madrid Royal Palace （页面存档备份，存于）
- 了解一下马德里王宫， 西班牙旅游的官方网页 （页面存档备份，存于）